# San Quirce de Riopisuerga

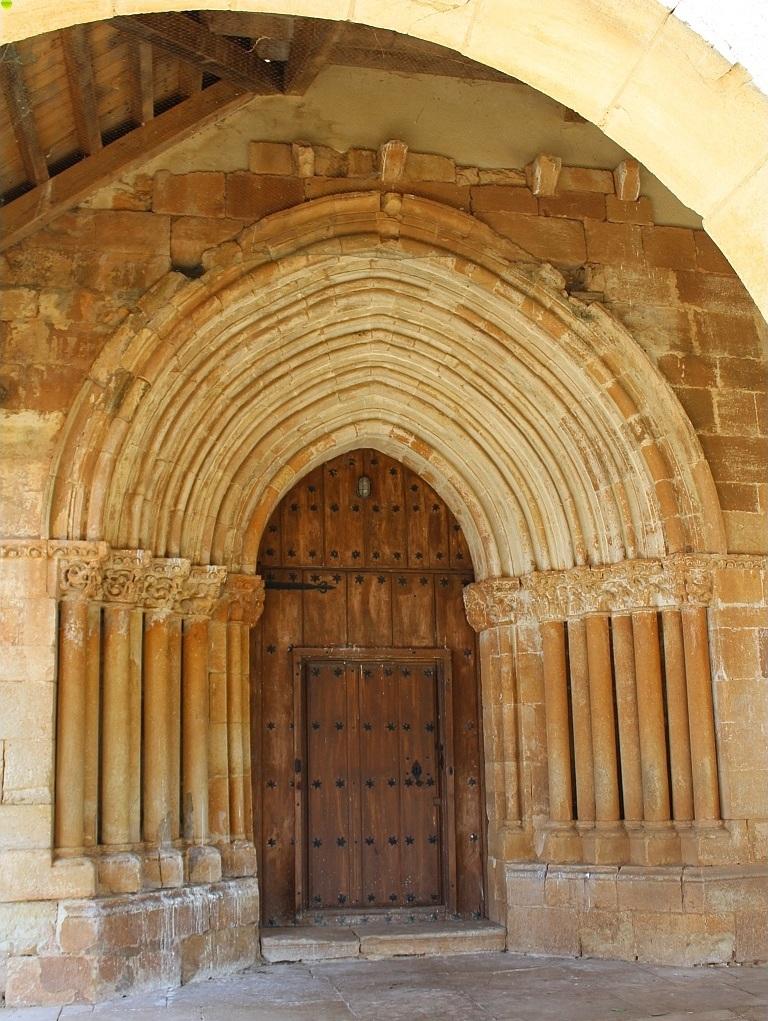
Detalle de la portada de la iglesia

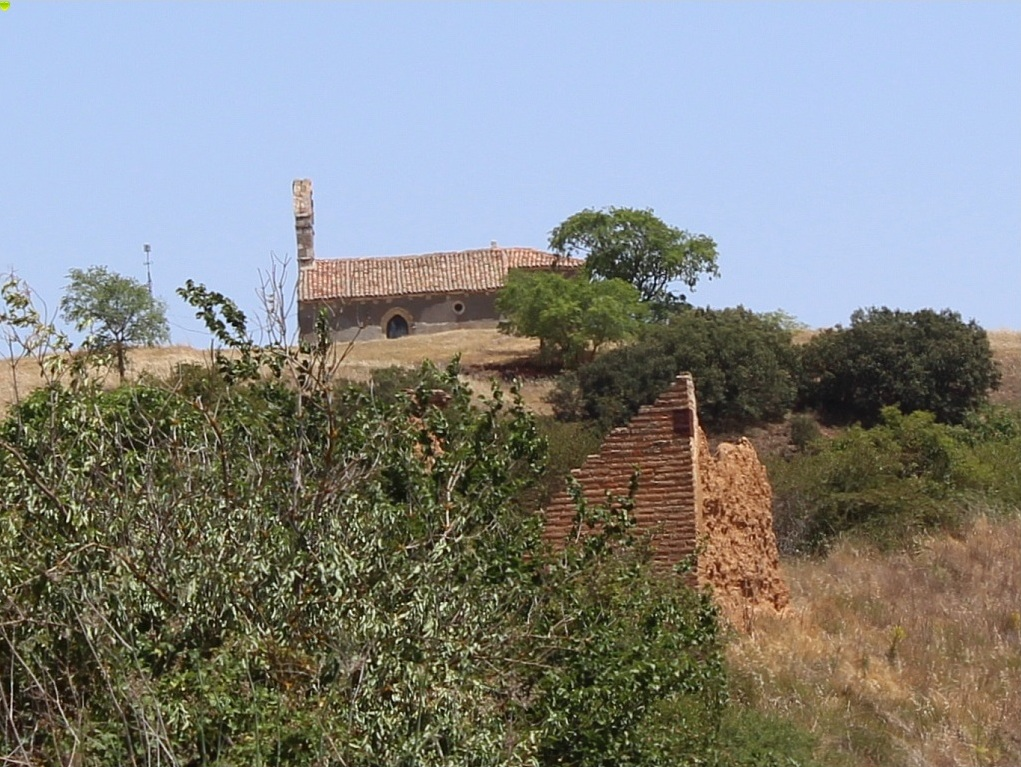
Ermtia del Santo Cristo de la Salud

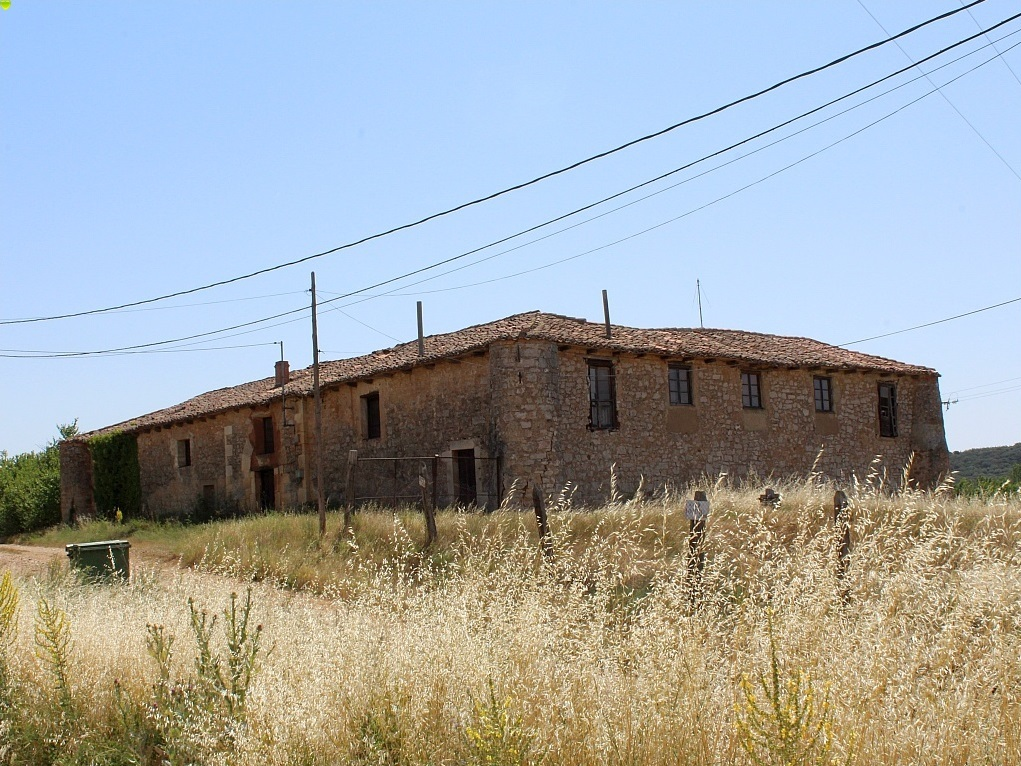

San Quirce de Riopisuerga es una pequeña localidad situada a estribaciones de la cordillera cantábrica, en el norte de la provincia de Palencia, comunidad autónoma de Castilla y León (España). Es parte del municipio de Alar del Rey, y asimismo, de la comarca de Boedo-Ojeda.

## Datos generales
En 2020, contaba con 33 habitantes, situado 3 km al sur de la capital del municipio, Alar del Rey, junto al Canal de Castilla, carretera N-611 y ferrocarril de Venta de Baños a Santander.

## Historia
Lugar que formaba parte de la Cuadrilla de Amaya en el Partido de Villadiego, uno de los catorce que formaban la Intendencia de Burgos. Durante el periodo comprendido entre 1785 y 1833, en el, era señorío jurisdiccional de los duques de Frías. Existe un escudo en la localidad que es partido, de la Casa de Velasco, quienes ostentaron el ducado.
Según Roberto Gordaliza Aparicio, se sabe que el pueblo es nombrado por primera vez en 1181 por Alfonso VIII: "in sancto Quirico". Quirce es una forma derivada de Quirico y procede del latín "sancti Chirici" y éste del griego "kirios", señor, por lo que se refiere a este santo. Otra forma del nombre es Ciriaco. A pesar de numerosas confusiones y la incoherencia gramatical que supone, el nombre oficial de la localidad es "San Quirce de Riopisuerga" y no "San Quirce del Río Pisuerga".
Al igual que muchas poblaciones, San Quirce se sitúa en terrazas fluviales o sus cercanías. La región ya estaba ocupada en el Pleistoceno Medio, como lo demuestran las excavaciones realizadas en "Los Llanos". Allí se encontraron diversos materiales: lascas, restos de tallas; algunos cantos tallados y productos desbastados. Todo hace suponer que en el citado cerro hubo un castro celtibérico que fue punto de confluencia de los pueblos cántabro, vacceo y turmogo.
El poblacimiento se inició al amparo del monasterio de San Quirico y Santa Julita, posiblemente en el mismo lugar en que hoy se sitúa. En 1181 fue donado por Alfonso VIII a Santa María la Real de Aguilar de Campoo. Este priorato dependió después de la abadía de Santa María de Sotovellanos. Aún se conservan restos de la casa y tapias de la huerta, así como la entrada románica al actual templo de San Miguel.
En el censo de la matrícula catastral, el pueblo contaba con 77 hogares y 310 vecinos.
Entre el censo de 1857 y el anterior, disminuye el término del municipio porque transfiere la entidad Alar del Rey a 34506 Nogales de Pisuerga, en la provincia de Palencia.
Existe una anécdota que ocurrió entre San Quirce y Alar del Rey, a lo largo de las más de dos décadas que la familia real española veraneó en Santander. Durante sus viajes estivales a la capital cántabra, el rey Alfonso XIII acostumbraba a asomarse por la ventanilla del ferrocarril a la altura de Alar y San Quirce, a modo de admiración hacia su regia historia y su campo. Los alcaldes de Alar y San Quirce se desplazaban con asiduidad hacia la estación de tren para saludar al rey amistosamente. En una ocasión, ambos acudieron a la estación ofreciéndole al monarca sus respectivos bastones de mando, lo que creó cierta tensión entre los dos alcaldes. El rey se decantó por aceptar el bastón de mando de San Quirce de Riopisuerga, pues su paraje y monte lo enamoraron. Más tarde, la competencia entre Alar y San Quirce se palpaba; el alcalde de Alar argumentaba que el rey había considerado elegir el obsequio de San Quirce porque la estación entre los dos pueblos ocupaba una mayor superficie en el perímetro de San Quirce respecto a Alar.
San Quirce de Riopisuerga desaparece como municipio en 1973 porque se integra en el municipio de Alar del Rey, pasando de la provincia de Burgos a la de Palencia. Fue la primera vez que se alteraba en España un término municipal.

## Geografía
| Noroeste: Prádanos de Ojeda | Norte: Alar del Rey      | Noreste: Rebolledillo de la Orden |
| Oeste: La Vid de Ojeda      |                          | Este: Cuevas de Amaya             |
| Suroeste: Villabermudo      | Sur: Herrera de Pisuerga | Sureste: Cañizar de Amaya         |

## Demografía
| Gráfica de evolución demográfica de San Quirce de Riopisuerga entre 1842 y 1970 |
| |
| Población de derecho según los censos de población del INE. Población de hecho según los censos de población del INE.En este censo se denominaba San Quirce de Río Pisuerga: 1842. Entre el censo de 1857 y el anterior, disminuye el término del municipio porque Transfiere la entidad Alar del Rey a Nogales de Pisuerga, prov. de Palencia. Entre el censo de 1981 y el anterior, este municipio desaparece porque se integra en el municipio Alar del Rey, prov. de Palencia. Decreto 202/1973 de 1 de febrero. |

| 1842 |  | 1857 |  | 1860 |  | 1877 |  | 1887 |  | 1897 |  | 1900 |  | 1910 |  | 1920 |  | 1930 |  | 1940 |  | 1950 |  | 1960 |  | 1970 |
| ---- |  | ---- |  | ---- |  | ---- |  | ---- |  | ---- |  | ---- |  | ---- |  | ---- |  | ---- |  | ---- |  | ---- |  | ---- |  | ---- |
| 310  |  | 499  |  | 493  |  | 460  |  | 466  |  | 480  |  | 503  |  | 490  |  | 526  |  | 581  |  | 594  |  | 683  |  | 604  |  | 406  |